# Accone
Accone (Gallia, ... – I secolo a.C.) è stato un capo della tribù gallica dei Senoni, che spinse il suo popolo alla rivolta contro Gaio Giulio Cesare nel 53 a.C.. Sedata la ribellione, Cesare lo condannò a morte.